# ハノーファー-ハンブルク線
ハノーファー-ハンブルク線 （ハノーファー-ハンブルクせん、ドイツ語: Bahnstrecke Hannover–Hamburg）とは、ドイツ連邦共和国ニーダーザクセン州ハノーファーのハノーファー中央駅からツェレ、エルツェンおよびリューネブルクを経てハンブルクのハンブルク中央駅に至る全長178.3kmのドイツ鉄道の路線である。

## 歴史
王立ハノーファー邦有鉄道によって建設され、1845年10月15日にハノーファー - レールテ - ツェレ間が、1847年5月1日にツェレ - ハンブルク間が開業した。1906年には現在の位置にハンブルク中央駅が完成した。1965年には全線の電化が行われた。
1973年に西ドイツ政府により策定された連邦交通路計画では当路線は主要8路線の一つに含められた。1978年から1984年にかけてランゲンハーゲン - エルツェン間78.4km、1984年にはリューネブルク - ベヴェンセン間20.3 km、1987年にはメッケルフェルト - リューネブルク間32.5kmの最高速度が200km/hに引き上げられた。2000年のハノーヴァー万国博覧会の開催直前にはハノーファー中央駅 - ランゲンハーゲン駅間にSバーンの複線が増設された。

## 列車
全線が電化されており、ICE、IC、メトロノーム、RB、ハノーファーSバーンおよびハンブルクSバーンが運行されている。この他重量級の貨物列車も走行している。